# Centrocercus urophasianus
Centrocercus urophasianus là một loài chim trong họ Phasianidae.
Centrocercus urophasianus là trĩ chim lớn nhất ở Bắc Mỹ. Phạm vi của nó là các khu vực cây ngãi đắng ở phía tây Hoa Kỳ và phía nam Alberta và Saskatchewan, Canada. Nó được gọi là gà gô ngãi đắng cho đến khi gà gô Gunnison được công nhận là một loài riêng biệt vào năm 2000.
Là loài định cư trong vùng sinh sản của chúng nhưng có thể di chuyển khoảng cách ngắn tới độ cao thấp trong mùa đông. Chúng sử dụng một hệ thống tán tỉnh phức tạp trong mùa giao phối và xây tổ trên mặt đất dưới bụi cây ngãi đắng hoặc bãi cỏ. Chúng kiếm thức ăn trên mặt đất, chủ yếu ăn cây ngãi đắng nhưng cũng ăn cả cây cối và côn trùng khác. Loài này đang bị suy giảm trong phạm vi của nó do môi trường sống bị mất và đã được công nhận là bị đe dọa hoặc gần bị đe dọa bởi một số tổ chức quốc gia và quốc tế.

## Hình ảnh

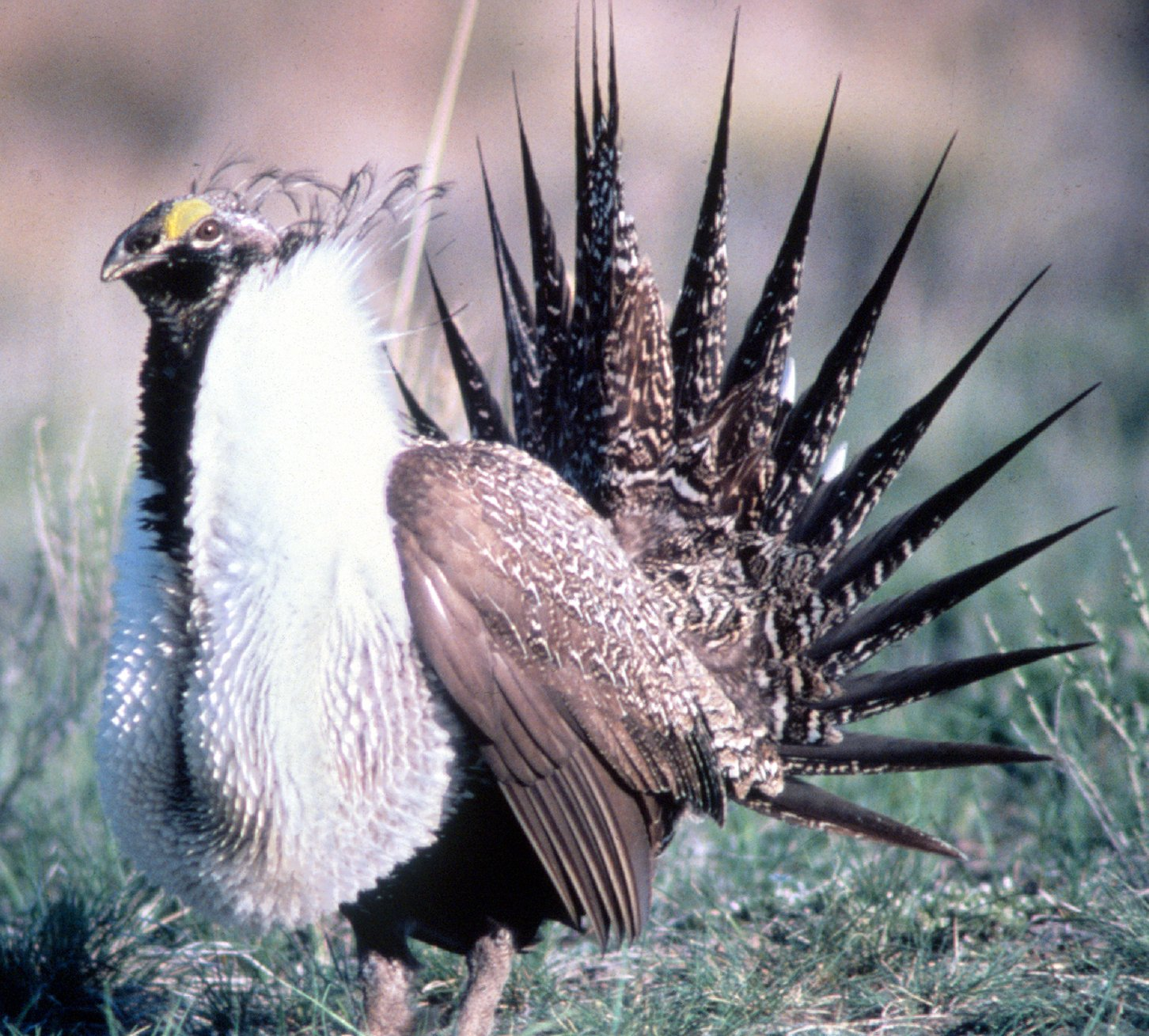
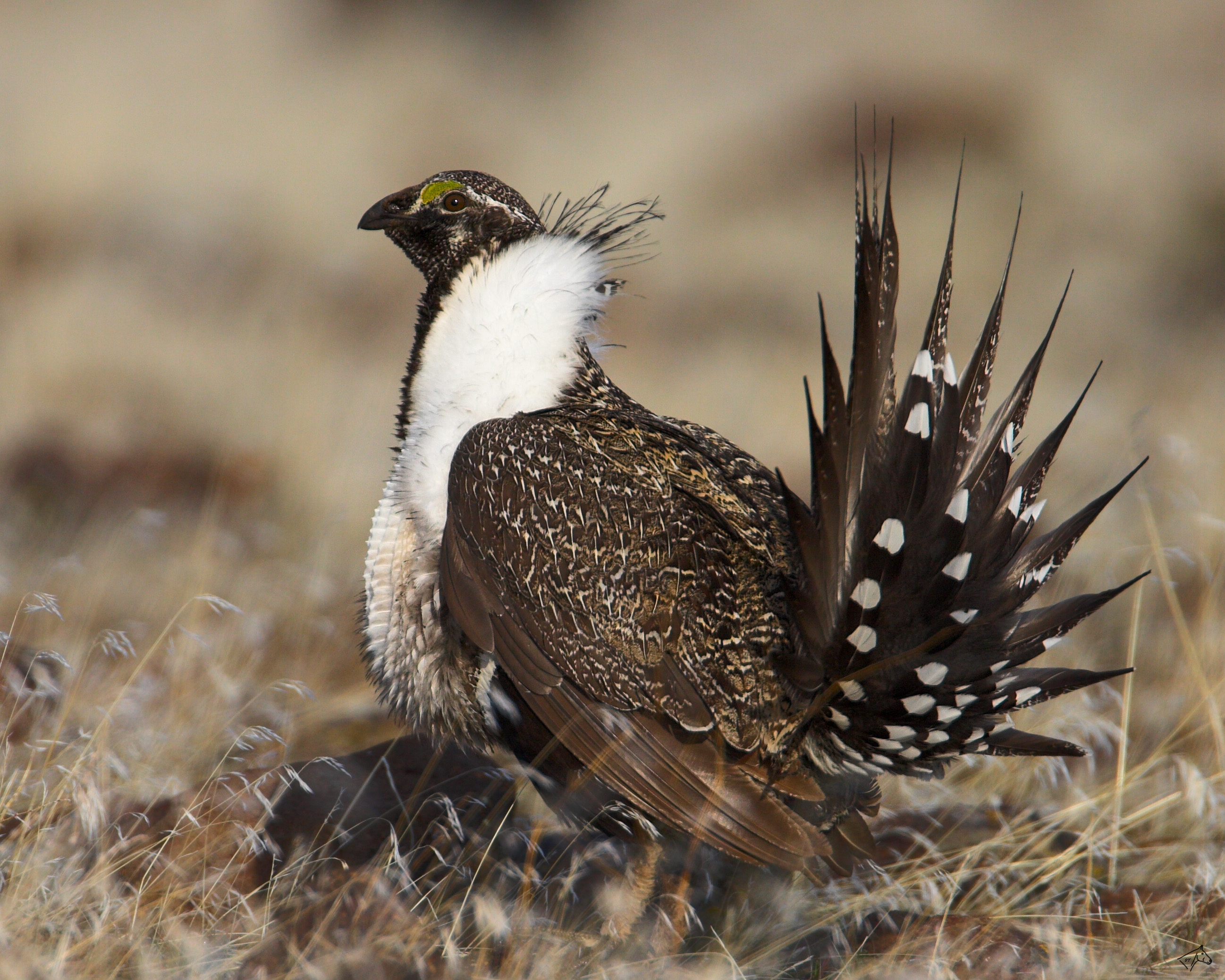
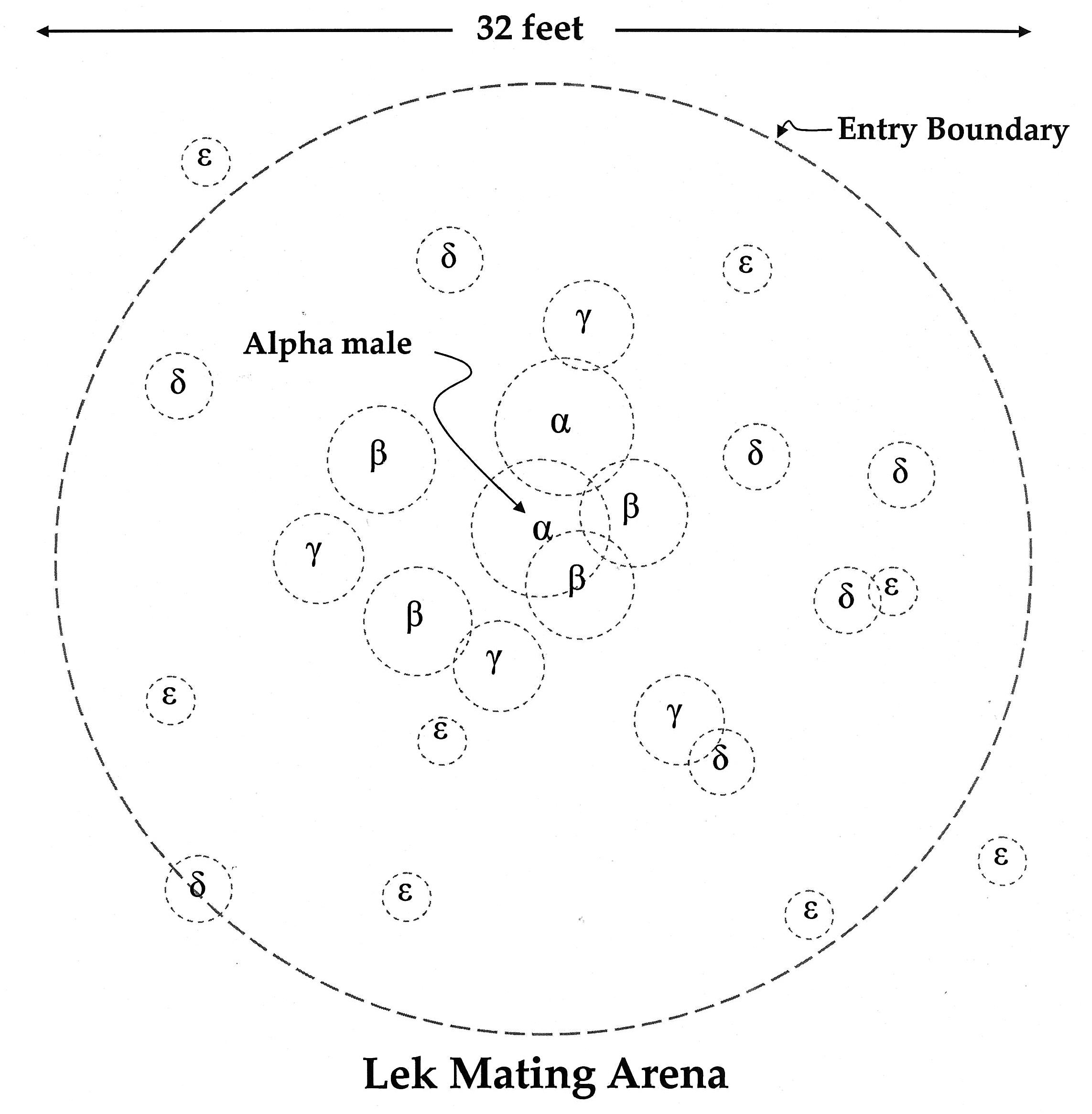